# Laelaptiella media
Laelaptiella media är en spindeldjursart som beskrevs av Wolfgang Karg 1976. Laelaptiella media ingår i släktet Laelaptiella och familjen Ologamasidae. Inga underarter finns listade i Catalogue of Life.